# Ambly-sur-Meuse
Ambly-sur-Meuse település Franciaországban, Meuse megyében. Lakosainak száma 241 fő (2022. január 1.). Ambly-sur-Meuse Génicourt-sur-Meuse, Ranzières, Rupt-en-Woëvre, Tilly-sur-Meuse, Troyon és Villers-sur-Meuse községekkel határos.

## Népesség
A település népességének változása:
| Lakosok száma | 263  | 199  | 227  | 267  | 247  | 253  | 245  | 241  | 242  | 241  |
|               | 1968 | 1982 | 1990 | 2006 | 2013 | 2015 | 2017 | 2019 | 2020 | 2022 |